# Paul Henderson
Paul Garnet Henderson, född 28 januari 1943 i Kincardine, Ontario, är en kanadensisk före detta professionell ishockeyspelare. 
Henderson spelade 13 säsonger i NHL för Detroit Red Wings, Toronto Maple Leafs och Atlanta Flames mellan 1962 och 1980. Han spelade även i WHA för Toronto Toros och Birmingham Bulls. Mest känd är han dock för att ha gjort avgörande målen vid 2:06 kvar av match 7, vilket ledde till en åttonde match där han när 34 sekunder kvar gjorde 6–5 i och avgörande matchen i 1972 års Summit Series, en serie landskamper mellan Kanada och Sovjet.

## Statistik

### Klubbkarriär
| 1960–61    | Hamilton Red Wings  | OHA        | 30  | 1   | 3   | 4   | 9   | 12 | 1  | 1  | 2  | 4  |
| 1961–62    | Hamilton Red Wings  | OHA        | 50  | 24  | 19  | 43  | 68  | 10 | 4  | 6  | 10 | 13 |
| 1962–63    | Hamilton Red Wings  | OHA        | 48  | 49  | 27  | 76  | 53  | 3  | 2  | 0  | 2  | 0  |
| 1962–63    | Detroit Red Wings   | NHL        | 2   | 0   | 0   | 0   | 9   | —  | —  | —  | —  | —  |
| 1963–64    | Pittsburgh Hornets  | AHL        | 38  | 10  | 14  | 24  | 18  | —  | —  | —  | —  | —  |
| 1963–64    | Detroit Red Wings   | NHL        | 32  | 3   | 3   | 6   | 14  | 14 | 2  | 3  | 5  | 6  |
| 1964–65    | Detroit Red Wings   | NHL        | 70  | 8   | 13  | 21  | 30  | 7  | 0  | 2  | 2  | 0  |
| 1965–66    | Detroit Red Wings   | NHL        | 69  | 22  | 24  | 46  | 34  | 12 | 3  | 3  | 6  | 10 |
| 1966–67    | Detroit Red Wings   | NHL        | 46  | 21  | 19  | 40  | 10  | —  | —  | —  | —  | —  |
| 1967–68    | Detroit Red Wings   | NHL        | 50  | 13  | 20  | 33  | 35  | —  | —  | —  | —  | —  |
| 1967–68    | Toronto Maple Leafs | NHL        | 13  | 5   | 6   | 11  | 8   | —  | —  | —  | —  | —  |
| 1968–69    | Toronto Maple Leafs | NHL        | 74  | 27  | 32  | 59  | 16  | 4  | 0  | 1  | 1  | 0  |
| 1969–70    | Toronto Maple Leafs | NHL        | 67  | 20  | 22  | 42  | 18  | —  | —  | —  | —  | —  |
| 1970–71    | Toronto Maple Leafs | NHL        | 72  | 30  | 30  | 60  | 34  | 6  | 5  | 1  | 6  | 4  |
| 1971–72    | Toronto Maple Leafs | NHL        | 73  | 38  | 19  | 57  | 32  | 5  | 1  | 2  | 3  | 6  |
| 1972–73    | Toronto Maple Leafs | NHL        | 40  | 18  | 16  | 34  | 18  | —  | —  | —  | —  | —  |
| 1973–74    | Toronto Maple Leafs | NHL        | 69  | 24  | 31  | 55  | 40  | 4  | 0  | 2  | 2  | 2  |
| 1974–75    | Toronto Toros       | WHA        | 58  | 30  | 33  | 63  | 18  | —  | —  | —  | —  | —  |
| 1975–76    | Toronto Toros       | WHA        | 65  | 26  | 29  | 55  | 22  | —  | —  | —  | —  | —  |
| 1976–77    | Birmingham Bulls    | WHA        | 81  | 23  | 25  | 48  | 30  | —  | —  | —  | —  | —  |
| 1977–78    | Birmingham Bulls    | WHA        | 80  | 37  | 29  | 66  | 22  | 5  | 1  | 1  | 2  | 0  |
| 1978–79    | Birmingham Bulls    | WHA        | 76  | 24  | 27  | 51  | 20  | —  | —  | —  | —  | —  |
| 1979–80    | Birmingham Bulls    | CHL        | 47  | 17  | 18  | 35  | 10  | —  | —  | —  | —  | —  |
| 1979–80    | Atlanta Flames      | NHL        | 30  | 7   | 6   | 13  | 6   | 4  | 0  | 0  | 0  | 0  |
| 1980–81    | Birmingham Bulls    | CHL        | 35  | 6   | 11  | 17  | 38  | —  | —  | —  | —  | —  |
| NHL totalt | NHL totalt          | NHL totalt | 707 | 236 | 241 | 477 | 304 | 56 | 11 | 14 | 25 | 28 |
| WHA totalt | WHA totalt          | WHA totalt | 360 | 140 | 143 | 283 | 112 | 5  | 1  | 1  | 2  | 0  |

### Internationellt
| År     | Lag    | Turnering     | Matcher | Mål | Assist | Poäng | Utv |
| ------ | ------ | ------------- | ------- | --- | ------ | ----- | --- |
| 1972   | Kanada | Summit Series | 8       | 7   | 3      | 10    | 4   |
| 1974   | Kanada | Summit Series | 7       | 2   | 1      | 3     | 0   |
| Totalt | Totalt | Totalt        | 15      | 9   | 4      | 13    | 4   |